# Morta (mitologia)
Morta – w mitologii rzymskiej jedna z Parek. 
Siostra Nony i Decimy, córka bogini ciemności Nyks. Jest boginią śmierci. Jej grecką odpowiedniczką jest Atropos.